# Дембо, Тамара Вульфовна
Тама́ра Ву́льфовна Дембо (Васильевна; 28 мая 1902, Баку — 17 октября 1993, Вустер, штат Массачусетс) — американский психолог, ученица Курта Левина, профессор (1962) и почётный доктор (1987) Университета Кларка.

## Биография
Родилась в семье занятого в нефтедобыче коммерсанта, купца первой гильдии Вульфа Исааковича Дембо (1873—?), совладельца нефтеперерабатывающих компаний «А. Дембо и Х. Каган» и «Дембо и братья», и Софьи Вульфовны Волчкиной, родом из Поневежа. Племянница гигениста и эпидемиолога Григория Исааковича Дембо (1872—1939) и правоведа Льва Исааковича Дембо. Дед, Исаак Аронович (Александрович) Дембо (1848—1906), был врачом в Ковно, занимался научной и общественной деятельностью, физиологией матки и вопросами гигиены ритуального убоя скота. У неё были сёстры Раиса и Ида (в заужестве Шапиро, 1898—?), брат Борис.
Получила домашнее воспитание, в 1920 году закончила 2-ю бакинскую мужскую гимназию. Поступила на электромеханическое отделение Петроградского политехнического института, но в апреле 1921 года семья по литовским паспортам эмигрировала в Германию и в 1923 году Т. В. Дембо поступила на инженерное отделение в университет Фридриха-Вильгельма на Унтер ден Линден. Вместе с Блюмой Зейгарник, Гитой Биренбаум и Марией Овсянкиной поступила в лабораторию Курта Левина в берлинском Психологическом институте. В 1925—1928 годах работала над диссертацией по теме «Гнев как динамическая проблема»; в одном из её экспериментов принимал участие посетивший Берлин Александр Лурия. В 1929 году работала в Физиологическом институте в Гронингене, где занималась зоопсихологией. Защитила диссертацию 25 июля 1930 года (опубликована в книжной форме в 1931 году).
В 1930—1932 годах работала в Смит-колледже, в 1932—1934 годах — в Вустеровском госпитале, в 1934 году — в Корнеллском университете, в 1934—1943 годах — в Айовском университете, в 1943—1945 годах — в колледже Маунт Холиок, в 1945—1948 годах — в Стэнфордском университете, в 1948—1951 годах — в Новой школе социальных исследований в Нью-Йорке, в 1951—1953 годах — в Гарвардском университете, в 1953—1980 годах — в Университете Кларка.
Занималась вопросами восприятия (гештальтпсихологией), психологическим тестированием, бихевиоризмом, реабилитационной психологией. В 1962 году разработала методику Дембо-Рубинштейн для исследования самооценки.

## Семья
- Двоюродный брат — доктор медицинских наук Александр Григорьевич Дембо (1908—1995), один из основоположников спортивной кардиологии.
- Троюродная сестра — детская поэтесса Агния Львовна Барто (1901—1981).
- Двоюродные братья отца — врач-фтизиатр Григорий Ильич Блох; журналист Владимир Осипович Дембо (1887—1937, расстрелян), автор книг «Бессарабский вопрос» (1924) и «Кровавая летопись Бессарабии» (1924), ответственный секретарь редакции журнала «Красная Бессарабия».